# 울티마 II: 요술사의 복수
《울티마 II: 여마법사의 복수》는 미국 개발자 리처드 개리엇이 제작한 1982년 롤플레잉 비디오 게임이다. 《울티마》 시리즈의 두 번째 본편 게임으로 애플 II 플랫폼으로 최초로 개발돼 1982년 8월 24일 발매됐다.
《울티마 I》에서 플레이어가 몬다인를 격퇴한 후 이를 복수하고자 세계정복을 노리는 요술사 미낵스를 물리치는 것이 목표이다. 전작과 비교했을 때 넓은 오버월드가 무대로, 그래픽이 발전하고 게임 내의 시간여행으로 여러 개의 시간선을 여행하는 것이 특징이다.
발매 당시 시에라 온라인이 배급을 담당했으나 기업간의 갈등으로 분열해 이후 리처드 개리엇이 오리진 시스템스를 설립하는 계기가 됐다. 아타리 ST, 코모도어 64같은 다른 컴퓨터 플랫폼으로 이식됐다.

## 출시
1985년 5월에 매킨토시 128K 및 512K용 《울티마 II》가 발매됐다.

## 참조

### 주해
1. ↑  영어: Ultima II: The Revenge of the Enchantress